# يان وارنر
يان وارنر هو منافس ألعاب قوى كندي، ولد في 15 مايو 1990 في تورونتو في كندا.

## وصلات خارجية
- يان وارنر على موقع الاتحاد الدولي لألعاب القوى (الإنجليزية)